# Liste des noms cités dans la Divine Comédie
Cette page présente la liste de tous les personnages cités dans la Divine Comédie de Dante Alighieri.

## Enfer
A • B • C • D • E • F • G • H • I • J • K • L • M • N • O • P • Q • R • S • T • U • V • W • X • Y • Z

### A
- Bocca degli Abati, noble florentin du parti guelfe au XIIIe siècle.
Chant XXV[1] « Puis à celui-là il tourne les épaules nouvelles, et dit à l’autre : « Je veux que Buoso coure à quatre pattes, comme je l’ai fait par ce sentier. » Ainsi vis-je le septième lest muer et transmuer ; et que la nouveauté m’excuse si ma plume a erré en quelque chose. »
Chant XXVI[2] « Réjouis-toi, Florence, d’être si grande que, sur terre et sur mer, battent tes ailes, et qu’en Enfer ton nom soit répandu ! Parmi les larrons, je trouvai cinq de tes citoyens[note 1] ; j’en ai honte, et à toi peu d’honneur en revient. »
- Abel, personnage de l’Ancien Testament, fils cadet de Adam et Ève dans le Livre de la Genèse
Chant IV[3] « — Dis-moi, mon Maître, dis-moi, Seigneur, commençai-je, voulant être certain de cette foi qui vainc toute erreur : aucun jamais, par ses mérites ou les mérites d’autrui, sortit-il d’ici pour être heureux ensuite ? Et lui, qui comprit mon parler couvert, répondit : « J’étais nouveau en ce lieu, lorsque j’y vis venir un Puissant, couronné du signe de la victoire. Il en tira l’ombre du premier père, d’Abel son fils, celle de Noé et celle de Moïse, législateur et obéissant ; Le patriarche Abraham et le roi David ; Israël, et son père et ses enfants, et Rachel pour qui tant il fit ; Et beaucoup d’autres, et les fit heureux ; et je veux que tu saches qu’auparavant les âmes humaines n’étaient pas sauvées. » »
- Abraham, personnage de l’Ancien Testament, patriarche et père du monothéisme
Chant IV[3] « — Dis-moi, mon Maître, dis-moi, Seigneur, commençai-je, voulant être certain de cette foi qui vainc toute erreur : aucun jamais, par ses mérites ou les mérites d’autrui, sortit-il d’ici pour être heureux ensuite ? Et lui, qui comprit mon parler couvert, répondit : « J’étais nouveau en ce lieu, lorsque j’y vis venir un Puissant, couronné du signe de la victoire. Il en tira l’ombre du premier père, d’Abel son fils, celle de Noé et celle de Moïse, législateur et obéissant ; Le patriarche Abraham et le roi David ; Israël, et son père et ses enfants, et Rachel pour qui tant il fit ; Et beaucoup d’autres, et les fit heureux ; et je veux que tu saches qu’auparavant les âmes humaines n’étaient pas sauvées. » »
- Absalom, personnage de l’Ancien Testament, 3e fils du roi d’Israël David
Chant XXVIII[4] « Je vis certainement, et il me semble encore le voir, un buste sans tête aller comme allaient les autres du triste troupeau. Avec la main il tenait, par les cheveux, la tête pendante […] en haut avec le bras il leva la tête, pour rapprocher de nous ses paroles, qui furent : « Vois la peine cruelle, toi qui, vivant, vas regardant les morts ; vois s’il en est aucune aussi grande que celle-là. Et pour que de moi tu portes nouvelle, sache que je suis Bertrand de Bornio, celui qui donna au roi Jean les encouragements mauvais. Je rendis ennemis le père et le fils : d’Absalon et David ne fit pas plus Achitophel par ses méchantes instigations. Pour avoir divisé des personnes si proches, je porte, malheureux, mon cerveau séparé du principe de sa vie, qui est dans ce tronc. Ainsi en moi s’observe le talion. » »
- Franciscus Accursius, jurisconsulte italien du XIIIe siècle
Chant XV[5] « Cependant je continue d’aller toujours parlant avec ser Brunetto, et lui demande quels de ses compagnons sont les plus notables et les plus éminents. Et lui à moi : « […] Sache, en somme, que tous furent clercs et grands lettrés, et de grande renommée, et tous dans le monde souillés du même péché. Avec cette troupe misérable Priscien va, et aussi François d’Accorso ; et si d’une telle teigne tu avais été avide, tu aurais pu voir celui qui, par le Serviteur des serviteurs, fut transféré de l’Arno au Bacchiglione, où il laissa ses nerfs mal tendus. […] » »
- Achille, héros de la mythologie grecque, personnage de l’Iliade
Chant V[6] « Je vis Hélène, cause de tant de maux, et je vis le grand Achille qui par l’amour enfin périt. »
Chant XII[7]« Puis, me touchant, il dit : ce Celui-ci est Nessus, qui mourut pour la belle Déjanire, et se vengea lui-même 8, et celui du milieu, qui regarde sa poitrine, est le grand Chiron, le nourricier d’Achille ; cet autre est Pholas, qui fut si plein de colère. »
Chant XXVI[2] « Là dedans sont tourmentés Ulysse et Diomède ; ils sont ensemble emportés par la vengeance, comme ils le furent par la colère. Au dedans de leur flamme se pleure l’embûche du cheval qui fut la porte d’où sortit des Romains la noble semence ; et s’y pleure aussi l’artifice par lequel Déidamie morte déplore encore le destin d’Achille, et du Palladium s’y porte la peine. »
Chant XXXI[8] « Une même langue d’abord me mordit, de manière que rougirent l’Une et l’autre joue, et ensuite m’appliqua le remède, ainsi ai-je ouï dire que la lance d’Achille et de son père, tour à tour était cause de tristesse et de joie. »
- Achitophel, personnage de l’Ancien Testament, conseiller du roi David au Xe siècle av. J.-C.
Chant XXVIII[4] « Je vis certainement, et il me semble encore le voir, un buste sans tête aller comme allaient les autres du triste troupeau. Avec la main il tenait, par les cheveux, la tête pendante […] en haut avec le bras il leva la tête, pour rapprocher de nous ses paroles, qui furent : « Vois la peine cruelle, toi qui, vivant, vas regardant les morts ; vois s’il en est aucune aussi grande que celle-là. Et pour que de moi tu portes nouvelle, sache que je suis Bertrand de Bornio, celui qui donna au roi Jean les encouragements mauvais. Je rendis ennemis le père et le fils : d’Absalon et David ne fit pas plus Achitophel par ses méchantes instigations. Pour avoir divisé des personnes si proches, je porte, malheureux, mon cerveau séparé du principe de sa vie, qui est dans ce tronc. Ainsi en moi s’observe le talion. » »
- Adam, personnage de l’Ancien Testament, premier homme dans le Livre de la Genèse
Chant III[9] « Comme, l’une après l’autre, en automne, les feuilles se détachent afin que le rameau rende à la terre toutes ses dépouilles, pareillement, au signe du nocher, comme l’oiseau à l’appel, se jetaient de, la rive, une à une, les âmes mauvaises de la race d’Adam. »
Chant IV[3] « — Dis-moi, mon Maître, dis-moi, Seigneur, commençai-je, voulant être certain de cette foi qui vainc toute erreur : aucun jamais, par ses mérites ou les mérites d’autrui, sortit-il d’ici pour être heureux ensuite ? Et lui, qui comprit mon parler couvert, répondit : « J’étais nouveau en ce lieu, lorsque j’y vis venir un Puissant, couronné du signe de la victoire. Il en tira l’ombre du premier père[note 2], d’Abel son fils, celle de Noé et celle de Moïse, législateur et obéissant ; Le patriarche Abraham et le roi David ; Israël, et son père et ses enfants, et Rachel pour qui tant il fit ; Et beaucoup d’autres, et les fit heureux ; et je veux que tu saches qu’auparavant les âmes humaines n’étaient pas sauvées. » »
- Maître Adam, faux-monnayeur florentin du XIIIe siècle
Chant XXX[10] « J’en vis un qui aurait eu la forme du luth, si l’âme eût été tronquée à l’endroit où l’homme se bifurque. La lourde hydropisie, qui, avec l’humeur qu’elle convertit mal, disproportionne tellement les membres que le visage au ventre point ne répond, lui faisait tenir les lèvres ouvertes, comme fait un clique, qui de soif abaisse l’une vers le menton et relève l’autre. « O vous qui, sans aucune souffrance (et je ne sais pourquoi), êtes dans le monde désolé, nous dit-il ; regardez et considérez la misère de maître Adam. Vivant, j’eus à profusion ce que je voulais, et maintenant, malheureux, une goutte d’eau je désire ! Les ruisselets qui, des vertes collines du Casentin, descendent dans l’Arno, mollement sur leur lit roulant leurs fraîches ondes, toujours sont devant moi, et non en vain, leur image m’altérant beaucoup plus que le mal qui décharné mon visage. La sévère Justice, qui me fustige, pour moi fait sourdre, du lieu où je péchai, une plus abondante source de soupirs. Là est Romena, où je falsifiai le métal à l’effigie de Baptiste, ce pourquoi j’ai Mil laissé mon corps bridé. Mais si j’eusse vu ici la misérable âme de Guido, ou d’Alexandre, ou de leur frère, je n’en donnerais pas la vue, pour la fontaine de Branda. Ici dedans est déjà l’un d’eux, si les ombres enragées qui vont autour disent vrai. Mais que me sert, à moi qui ai les membres liés ? Si j’étais seulement encore assez léger pour, en cent ans, avancer d’un pas, je me serais déjà mis en route pour le chercher parmi la gent hideuse, quoique onze milles de circuit ait la bolge, et de largeur pas moins de la moitié. Pour eux suis-je dans une telle famille : ils m’induisirent à frapper les florins qui avaient trois carats d’alliage. » »
- Frate Alberigo, personnalité italienne du XIIIe siècle ayant fait assassiner deux personnes de sa famille durant le souper auquel il les avait conviés
Chant XXXIII[11] « Il répondit donc : « Je suis Frate Alberigo, et, des fruits du mauvais jardin, ici je reçois datte pour figue. » — Oh ! lui dis-je, es-tu donc mort ? Et lui à moi : « Ce qu’il en est de mon corps dans le monde d’en haut, entièrement je l’ignore. Tel est le privilège de cette Ptolomea, que souvent l’âme y tombe avant que l’y pousse Atropos. Et afin que plus volontiers tu me racles du visage les larmes devenues verre, sache qu’aussitôt que l’âme trahit, Comme je l’ai fait, un démon s’empare de son corps, et ensuite le gouverne, jusqu’à ce que son temps soit accompli. Elle tombe dans cette caverne […] Mais, maintenant, ici étends la main, et ouvre-moi les yeux ! » Je ne les lui ouvris point ; et ce fut courtoisie que de lui être discourtois. »
- Alberto V degli Alberti (it), noble florentin, père de Alessandro Alberti (voir Alessandro Alberti)
- Alessandro Alberti, peintre italien de la Renaissance (XVIe siècle)
Chant XXXII[12] « Si tu veux savoir qui sont ces deux, la vallée que descend le Bisenzio, appartient à leur père Alberto[note 3] et à eux[note 4]. »
- Napoleone Alberti (it), frère de Alessandro Alberti, avec lequel il a engagé une lutte fratricide pour des raisons d’héritage (voir Alessandro Alberti)
- Alberto de Sienne (it), noble siennois du XIIIe siècle
Chant XXIX[13] « Je fus d’Arezzo, répondit l’un d’eux, et Alberto de Sienne me livra au feu ; mais ce pourquoi je mourus, n’est pas ce qui m’a conduit ici. Il est vrai que je lui dis, par manière de jeu, que je pouvais m’élever dans l’air en volant ; et lui, qui avait beaucoup de désir et peu de sens, voulut que je lui montrasse cet art ; et seulement parce que de lui je ne fis pas Dédale, il me fit brûler par tel qui le tenait pour son fils. Mais à la dernière des dix bolges, à cause de l’alchimie que je pratiquai dans le monde, me condamna Minos qui ne saurait se tromper. »
- Tegghiaio Aldobrandi, homme politique florentin de la famille des Adimari (it) (XIIIe siècle) ; a conseillé en vain aux Florentins de ne pas combattre les Siennois
Chant XVI[14] « L’autre qui foule le sable après moi, est Tegghiajo Aldobrandi, dont le nom devrait être cher dans le monde. »
- Alecto, Érinyes dans la mythologie grecque
Chant IX[15] « « Celle-ci à gauche est Mégère ; celle qui se lamente à droite est Alecto ; Tisiphone est au milieu. » Et cela dit, il se tut. »
- Alexandre de Phères, tyran de la ville de Phères en Thessalie au IVe siècle
Chant XII[7] « Ici se pleurent les ravages accomplis sans pitié ; ici sont Alexandre et le cruel Denys, à qui dut la Sicile des années douloureuses. »
- Ali ibn Abi Talib, protégé, cousin, frère spirituel, disciple et gendre de Mahomet, 4e calife de l’islam au VIIe siècle
Chant XXVIII[4] « « […] Vois comme dépecé est Mahomet : devant moi Ali va pleurant, le visage fendu du menton jusqu’à la chevelure. Tous ceux qu’ici tu vois furent, de leur vivant, des semeurs de scandale et de schismes ; et pour cela sont-ils fendus de la sorte. Là derrière est un diable qui cruellement ainsi nous schismatise, remettant chacun de nous au tranchant de l’épée, lorsque nous avons parcouru le triste circuit les blessures se refermant, avant que nous revenions devant lui. […] » »
- Amphiaraos, personnage de la mythologie grecque, héros de la Guerre des sept chefs
Chant XX[16] « Certes, appuyé contre un fragment du dur rocher, tant je pleurais que mon Guide me dit : « Es-tu, toi aussi, comme les autres insensés ? […] Dresse, dresse la tête, et vois celui pour qui s’ouvrit la terre aux yeux des Thébains, de sorte que tous criaient : Où vas-tu, Amphiaraüs ? Pourquoi laisses-tu la guerre ?… Et, de ruine en ruine, sans s’arrêter, il tomba jusqu’à Minos, qui se saisit de tous. Vois comme son dos est devenu sa poitrine : parce que trop en avant il voulut voir, il regarde en arrière et marche à reculons. […] » »
- Amphion, personnage de la mythologie grecque, fils de Zeus et d’Antiope, et frère jumeau de Zéthos
Chant XXXII[12] « Mais qu’aident mon vers celles qui aidèrent Amphion à clore Thèbes, de sorte que du fait le dire ne diffère pas. »
- Anastase II, 50e pape romain au Ve siècle
Chant XI[17] « D’un grand tombeau, où je vis une inscription qui disait : « Je garde le pape Anastase, que Photin détourna de la vraie voie. » »
- Anaxagore, philosophe présocratique à Athènes au IVe siècle av. J.-C.
Chant IV[3] « Puis ayant levé un peu plus les yeux, je vis le maître de ceux qui savent, assis au milieu de la famille philosophique. Tous l’admiraient, tous lui rendaient honneur. Là je vis Socrate et Platon, qui se tiennent plus près de lui que les autres ; Démocrite, qui soumet l’univers au hasard ; Diogène, Anaxagore et Thalès ; Empédocle, Héraclite et Zénon ; Et je vis celui qui si bien décrivit les vertus des plantes, je veux dire Dioscoride ; je vis Orphée, Tullius et Livius, et Sénèque le philosophe moral ; Euclide le géomètre, Ptolomée, Hippocrate, Avicenne et Galien, Averroès qui lit le grand Commentaire. Je ne saurais les nommer tous, car tellement me presse mon long sujet, que maintes fois le dire reste en arrière des choses. »
- Anân, grand prêtre du Temple de Jérusalem au début du Ier siècle, beau-père de Caïphe
Chant XXIII[18] « Et le frère Catalano, qui de cela s’aperçut, me dit : « Ce crucifié que tu regardes, aux Pharisiens conseilla qu’un homme fût, pour le peuple, envoyé au supplice. […] Et pareillement pâtit dans cette fosse son beau-père, et les autres du conseil qui fut pour les Juifs une mauvaise semence. » »
- Anchise, personnage de la mythologie grecque, troyen, descendant de Tros et père d’Énée
Chant I[19] « Pendant qu’en bas je m’affaissais, à mes yeux s’offrit qui par un long silence paraissait enroué. […] Il me répondit : « […] Poète je fus et chantai ce juste fils d’Anchise, qui vint de Troie, après l’incendie du superbe Ilion, mais toi, pourquoi retourner à tant d’ennui ? […] ». Serais-tu ce Virgile, cette fontaine d’où coule un si large fleuve du parler ? lui répondis-je, la rougeur au front. »
- Loderingo degli Andalò (en), noble bolonais de la famille des Gibelins au XIIIe siècle
Chant XXIII[18] « Et l’un d’eux me répondit : « Ces chapes orange sont de plomb, et si épaisses, que leur poids fait ainsi siffler les balances. Nous fûmes des frères Godenti de Bologne, moi Catalano, et lui Loderingo, nommés ; ta ville tous deux nous prit, comme se prend de coutume un homme solitaire, pour conserver sa paix ; et nous fûmes tels qu’encore il se voit autour du Gardingo. » »
- Antée, géant de la mythologie grecque, fils de Gaïa et Poséidon
Chant XXXI[8] « Et moi à lui : — S’il se peut, je voudrais que mes yeux vissent l’énorme Briarée. Il me répondit : « Près d’ici tu verras Antée ; il parle, et n’est pas lié, et nous portera dans le fond de tout mal. Celui que tu veux voir est là plus loin ; il est lié comme celui-ci, et lui ressemble, excepté que de visage il paraît plus féroce. » […] Nous avançâmes et vînmes à Antée, qui bien de cinq brasses, sans la tête, s’élevait au-dessus de la caverne. « O toi […] Ne nous oblige point d’aller à Titius ou à Tiphus : celui-ci peut donner ce qu’ici l’on désire ; baisse-toi donc, et ne détourne point la tête. […] » Ainsi dit le Maître ; et celui-là, en hâte, vers mon Guide qu’elles saisirent, étendit les mains dont Hercule sentit la forte étreinte. Virgile, lorsqu’il se sentit saisir, me dit : « Approche-toi, que je te prenne ! » Puis il fit en sorte que lui et moi ne fussions qu’un seul faix. Telle que la Carisenda, à qui la regarde de dessous le côté où elle incline, paraît, quand un nuage passe sur elle, pencher en sens contraire, tel me parut Antée. J’attendais de le voir incliner, et il y eut tel moment où j’aurais voulu aller par un autre chemin. Mais, légèrement, au fond qui dévore Lucifer et Judas il nous déposa ; et ainsi baissé il ne resta point, mais comme le mât d’un navire il se releva. »
- Anténor, personnage de la mythologie grecque, prince troyen, mari de Théano et beau-frère de Priam
Chant XXXII[12] « Le Guide s’arrêta ; et moi, je dis à ce damné qui violemment blasphémait encore : — Qui es-tu, toi qui ainsi réprimandes autrui ? « Et toi, qui es-tu, répondit-il, qui, à travers l’Antenora[note 5], vas heurtant les joues des autres, tellement que trop serait-ce si tu étais vivant ? » »
- Antiochos IV, fils d'Antiochos III le Grand, à la tête du royaume de séleucide au IIe siècle av. J.-C.
Chant XIX[20] « Sur quoi le damné tordit les pieds ; puis, soupirant et d’une voix plaintive, me dit : « Que demandes-tu donc ? […] Là aussi je tomberai, quand viendra celui que je te croyais être, lorsque je fis la soudaine demande. […] II sera un nouveau Jason duquel parlent les Machabées, et comme à celui-là flexible fut son roi[note 6], à celui-ci le sera le roi qui régit la France[note 7]. » »
- Arachné, personnage de la mythologie gréco-romaine, jeune fille de Lydie réincarnée en araignée par Athéna
Chant XVII[21] « « Voilà la bête à la queue affilée, qui traverse les montagnes, brise les murs et les armes : voilà celle qui infecte le monde entier. » […] Et cette difforme image de la fraude atterrit de la tête et du buste, mais sur la rive elle ne tira point la queue. […] Jamais les Tartares et les Turcs ne couvrirent une étoffe de tant de couleurs, dessus, dessous, et jamais Arachné ne tendit de telles toiles. »
- Aréthuse, nymphe de la mythologie grecque, Néréide du cortège d’Artémis
Chant XXV[1] « Que de Cadmus et d’Aréthuse se taise Ovide ! Si, poétisant, il change en serpent celui-là, et celle-ci en fontaine, point ne l’envie. Jamais l’une dans l’autre il ne transforma deux natures, de sorte que promptes fussent les deux formes à échanger leur matière. »
- Filippo Argenti, noble florentin de la famille Adimari au XIIIe siècle
Chant VIII[22] « Tandis que nous traversions le lac stagnant, devant moi se leva un damné tout couvert de fange, lequel dit : « Qui es-tu, toi qui viens avant l’heure ? » Et moi à lui : — Si je viens, je ne reste point. Mais toi, qui es-tu, qui t’es ainsi souillé ?… Il répondit : « Tu le vois, je suis un qui pleure. » Et moi à lui : — Avec tes pleurs et avec ton deuil, esprit maudit, demeure ! je te reconnais, si bourbeux que tu sois. Alors il étendit ses deux mains vers la barque ; ce pourquoi le Maître prudent le repoussa, disant : « Va là avec les autres chiens ! » Puis, de ses bras me ceignant le col, il baisa mon visage, et dit : « Ame noble, bénie soit celle dont le sein te porta ! Celui-ci fut dans le monde plein d’orgueil ; rien de bon n’orne sa mémoire : aussi son ombre est-elle ici furieuse. Combien là-haut s’estiment de grands rois, qui seront ici comme des porcs dans la bourbe, laissant de soi d’horribles mépris. » Et moi : — Maître, très-désireux serais-je de le voir plonger dans cette boue, avant que nous ne sortions du lac. Et lui à moi : « Tu ne verras point le rivage que tu ne sois satisfait ; il convient que tu jouisses de ce désir. » Peu après je vis la gent fangeuse se ruer sur lui de telle furie, que j’en loue encore et en remercie Dieu. Tous criaient ; « A Philippe Argenti ! » et cet esprit florentin, dans sa rage, se déchirait lui-même avec les dents. Là nous le laissâmes, et plus n’en parlerai. Mais des cris douloureux frappant mon oreille, je portai en avant un regard attentif. »
- Ariane, dans la mythologie grecque, fille du roi de Crète Minos et de Pasiphaé, sœur de Glaucos, Catrée, Androgée, Acacallis, Deucalion, Phèdre et Xénodicé, et demi-sœur d'Astérion, le Minotaure
Chant XII[7] « sur la pointe abrupte du gouffre, gisait l’infamie des Crétois, qui fut conçue dans la fausse vache. Lorsqu’il nous vit, il se mordit lui-même, comme dévoré de colère au dedans. Mon sage Guide lui cria : « Crois-tu peut-être qu’ici soit le roi d’Athènes, qui là-haut dans le monde te mit à mort ? Va-t’en, bête brute ! celui-ci ne vient pas instruit par la sœur[note 8] ; il vient pour voir vos peines. » »
- Aristote, philosophe et encyclopédiste grec du IIIe siècle av. J.-C., fondateur de l’aristotélisme et du péripatétisme
Chant IV[3] « Puis ayant levé un peu plus les yeux, je vis le maître de ceux qui savent[note 9], assis au milieu de la famille philosophique. Tous l’admiraient, tous lui rendaient honneur. Là je vis Socrate et Platon, qui se tiennent plus près de lui que les autres ; Démocrite, qui soumet l’univers au hasard ; Diogène, Anaxagore et Thalès ; Empédocle, Héraclite et Zénon ; Et je vis celui qui si bien décrivit les vertus des plantes, je veux dire Dioscoride ; je vis Orphée, Tullius et Livius, et Sénèque le philosophe moral ; Euclide le géomètre, Ptolomée, Hippocrate, Avicenne et Galien, Averroès qui lit le grand Commentaire. Je ne saurais les nommer tous, car tellement me presse mon long sujet, que maintes fois le dire reste en arrière des choses. »
Chant XI[17] « « La philosophie, à qui l’écoute, enseigne, me dit-il, en plus d’un endroit, comment la Nature, dans son cours, procède de la divine intelligence et de son art propre ; et si tu lis bien la physique[note 10], tu trouveras, dès les premières pages, que votre art suit, autant qu’il peut, celui-là, comme le disciple suit le maître, de sorte que votre art est, pour ainsi parler, petit-fils de Dieu. »
- Arrigo, selon certains analystes, Oderrigo de' Fifanti (it), noble florentin de la famille Fifanti (it), ayant pris part au meurtre de Buondelmonte (XIIIe siècle), selon certains autres, Arrigo da Cascia, juge florentin (XIIIe siècle) ayant participé avec Jacopo Rusticucci et Tegghiaio Aldobrandi à établir la paix à Volterra.
Chant VI[23] « — Je veux que tu m’instruises encore, et que de plus de paroles tu me fasses don. Farinata et le Tegghiaio, qui furent si dignes, Jacopo Rusticucci, Arrigo et le Mosca, et les autres qui appliquèrent leur esprit à bien faire, dis moi où ils sont, et fais que je les reconnaisse, car un vif désir me presse de savoir s’ils ont en partage les douceurs du ciel, ou les poisons de l’enfer. Et lui : « Ils sont parmi les âmes les plus noires ; le poids de fautes diverses les entraîne au fond. Si jusque-là tu descends, tu pourras les voir. Mais quand tu seras dans le doux monde, je te prie de me rappeler au souvenir d’autrui. Plus ne te dis et plus ne te réponds. » »
- Asdente (it) (Maestro Benvenuto), surnommé « Asdente » (litt. « édenté ») à cause de son absence de dentition, magicien et diseur de bonne aventure reconnu du XIIIe siècle né à Reggio d'Émilie ou à Parme
Chant XX[16] « Et moi : — Maître, tes discours me sont si certains et tellement s’emparent de ma foi, que les autres me seraient des charbons éteints. Mais, parmi la gent qui s’avance, dis-moi si tu vois quelqu’un digne de note, car à cela seul mon esprit vise. Lors il me dit : « […] Vois Guido Bonatti, vois Asdente, qui maintenant voudrait ne s’être mêlé que de cuir et de ligneul ; mais tard il se repent. Vois les malheureuses qui laissèrent l’aiguille, la navette et le fuseau, et se firent devineresses ; elles composèrent des charmes avec des herbes et des images. […] » »
- Aser, fils de Jacob (voir Jacob)
- Athamas, personnage de la mythologie grecque, roi de Béotie puis de Thessalie
Chant XXX[10] « Au temps où, à cause de Sémélé, Junon était irritée contre le sang thébain, comme plusieurs fois elle le fit voir, Adamante[note 11] si fou devint, que voyant sa femme aller, portant ses deux fils, un sur chaque bras, il s’écria : « Tendons les rets, pour prendre au passage la lionne et les deux lionceaux ; » puis, allongeant ses ongles impitoyables, il saisit l’un d’eux, qui avait nom Léarque, et, le faisant tournoyer, le broya contre une pierre ; et celle-là, chargée de l’autre, se noya. »
- Atropos, Moire de la mythologie grecque
Chant XXXIII[11] « — Oh ! lui dis-je, es-tu donc mort ? Et lui à moi : « Ce qu’il en est de mon corps dans le monde d’en haut, entièrement je l’ignore. Tel est le privilège de cette Ptolomea, que souvent l’âme y tombe avant que l’y pousse Atropos. Et afin que plus volontiers tu me racles du visage les larmes devenues verre, sache qu’aussitôt que l’âme trahit, comme je l’ai fait, un démon s’empare de son corps, et ensuite le gouverne, jusqu’à ce que son temps soit accompli. […] » »
- Attila, souverain-guerrier des Huns au Ve siècle
Chant XII[7] « Un peu plus loin le Centaure fixa ses regards sur quelques-uns qui, jusqu’à la gorge, paraissaient sortir de ce sang bouillant. […] « […] De ce côté, la divine justice point cet Attila qui fut le fléau de la terre […] » »
Chant XIII[24] « Je fus de la cité qui substitua Baptiste à son premier patron ; ce pourquoi celui-ci avec son art l’affligera toujours : et n’était qu’au passage de l’Arno, de lui se voient encore quelques restes, ces citoyens, qui de nouveau la fondèrent sur les cendres laissées par Attila, auraient vainement fait travailler. »
- Auguste, premier empereur romain au Ier siècle av. J.-C.
Chant Ier[19] « Il[note 12] me répondit : « Homme ne suis-je, jadis homme je fus, et mes parents étaient Lombards, et tous deux eurent Mantoue pour patrie. Je naquis sub Julio, bien que tard, et vécus à Rome sous le bon Auguste, au temps des dieux faux et, menteurs. Poète je fus et chantai ce juste fils d’Anchise, qui vint de Troie, après l’incendie du superbe Ilion, mais toi, pourquoi retourner à tant d’ennui ? Pourquoi ne gravis-tu point le délicieux mont, principe et source de toute joie ? » »
Chant XIII[24] « La courtisane qui du palais de César jamais ne détourna ses yeux effrontés, perte de tous, et des cours le vice, enflamma contre moi toutes les âmes, et ceux qu’elle enflammait enflammèrent tellement Auguste, que les joyeux honneurs se changèrent en un triste deuil. »
- Averroès, philosophe, théologien islamique, juriste, mathématicien et médecin musulman andalou du XIIe siècle
Chant IV[3] « Puis ayant levé un peu plus les yeux, je vis le maître de ceux qui savent, assis au milieu de la famille philosophique. Tous l’admiraient, tous lui rendaient honneur. Là je vis Socrate et Platon, qui se tiennent plus près de lui que les autres ; Démocrite, qui soumet l’univers au hasard ; Diogène, Anaxagore et Thalès ; Empédocle, Héraclite et Zénon ; Et je vis celui qui si bien décrivit les vertus des plantes, je veux dire Dioscoride ; je vis Orphée, Tullius et Livius, et Sénèque le philosophe moral ; Euclide le géomètre, Ptolomée, Hippocrate, Avicenne et Galien, Averroès qui lit le grand Commentaire. Je ne saurais les nommer tous, car tellement me presse mon long sujet, que maintes fois le dire reste en arrière des choses. »
- Avicenne, philosophe, écrivain, médecin et scientifique musulman d'origine persane à la fin du IXe siècle et au début du Xe siècle
Chant IV[3] « Puis ayant levé un peu plus les yeux, je vis le maître de ceux qui savent, assis au milieu de la famille philosophique. Tous l’admiraient, tous lui rendaient honneur. Là je vis Socrate et Platon, qui se tiennent plus près de lui que les autres ; Démocrite, qui soumet l’univers au hasard ; Diogène, Anaxagore et Thalès ; Empédocle, Héraclite et Zénon ; Et je vis celui qui si bien décrivit les vertus des plantes, je veux dire Dioscoride ; je vis Orphée, Tullius et Livius, et Sénèque le philosophe moral ; Euclide le géomètre, Ptolomée, Hippocrate, Avicenne et Galien, Averroès qui lit le grand Commentaire. Je ne saurais les nommer tous, car tellement me presse mon long sujet, que maintes fois le dire reste en arrière des choses. »

### B
- Tesauro Beccaria, ecclésiastique et homme politique italien du XIIIe siècle
- Benjamin, fils de Jacob (voir Jacob)
- Giovanni di Buiamonte de' Becchi (it)
- Gualdrada Berti
- Pinamonte Bonacossi, homme politique italien du XIIIe siècle, premier membre de la puissante famille des Bonacossi à diriger la ville de Mantoue
- Gui Bonatti, astrologue florentin du XIIIe siècle
- Boniface VIII, pape de l’Église catholique romaine au XIIIe siècle
- Bertran de Born, seigneur et troubadour français, du XIIe siècle et début du XIIIe siècle
Chant XXVIII[4] « Je vis certainement, et il me semble encore le voir, un buste sans tête aller comme allaient les autres du triste troupeau. Avec la main il tenait, par les cheveux, la tête pendante […] en haut avec le bras il leva la tête, pour rapprocher de nous ses paroles, qui furent : « Vois la peine cruelle, toi qui, vivant, vas regardant les morts ; vois s’il en est aucune aussi grande que celle-là. Et pour que de moi tu portes nouvelle, sache que je suis Bertrand de Bornio, celui qui donna au roi Jean les encouragements mauvais. Je rendis ennemis le père et le fils : d’Absalon et David ne fit pas plus Achitophel par ses méchantes instigations. Pour avoir divisé des personnes si proches, je porte, malheureux, mon cerveau séparé du principe de sa vie, qui est dans ce tronc. Ainsi en moi s’observe le talion. » »
- Guglielmo Borsiere (it)
- Briarée, dans la mythologie grecque, un des trois géants à cent mains (appelés Hécatonchires par les Grecs, Centimanes par les Romains), avec ses frères Cottus et Gygès
Chant XXXI[8] « Et moi à lui : — S’il se peut, je voudrais que mes yeux vissent l’énorme Briarée. Il me répondit : « Près d’ici tu verras Antée ; il parle, et n’est pas lié, et nous portera dans le fond de tout mal. Celui que tu veux voir est là plus loin ; il est lié comme celui-ci, et lui ressemble, excepté que de visage il paraît plus féroce. » »
- Brigata spendereccia, jeunes oisifs des riches familles nobles de Sienne, ayant dilapidé leur fortune au cours de la seconde moitié du XIIIe siècle
- Agnello Brunelleschi (it)
- Lucius Junius Brutus, fondateur légendaire de la République romaine
- Buoso da Duera

### C
- Caccia d'Asciano (it)
- Cacus
- Cadmos
- Caïphe
- Caïn
- Calchas
- Camille
- Vanni de' Cancellieri (it)
- Capanée
- Charlemagne
- Charon
- Alberto da Casalodi (it)
- Caius Cassius Longinus
- Catalano Catalani, noble italien de la famille des Guelfes au XIIIe siècle
Chant XXIII[18] « Et l’un d’eux me répondit : « Ces chapes orange sont de plomb, et si épaisses, que leur poids fait ainsi siffler les balances. Nous fûmes des frères Godenti de Bologne, moi Catalano, et lui Loderingo, nommés ; ta ville tous deux nous prit, comme se prend de coutume un homme solitaire, pour conserver sa paix ; et nous fûmes tels qu’encore il se voit autour du Gardingo. » »
- Cavalcante Cavalcanti
- Francesco de' Cavalcanti (it)
- Guido Cavalcanti
- Célestin V
- Centaures, créature mi-homme, mi-cheval, que l'on disait issue soit d'Ixion et de Néphélé, soit de Centauros et des juments de Magnésie
Chant XII[7] « Entre elle et le pied de la ravine couraient à la file des Centaures armés de flèches, comme ils avaient coutume d’aller à la chasse dans le monde. Nous voyant descendre, chacun d’eux s’arrêta, et de la bande trois se détachèrent, avec des arcs et de petits dards premièrement éprouvés. Et l’un d’eux cria de loin : « A quel supplice venez-vous, vous qui descendez la côte ? Parlez d’où vous êtes, sinon je tire l’arc. » […] Mon Maître dit : « […] Autour de l’étang par milliers ils vont, lançant des flèches contre toute ombre qui se soulève, au-dessus du sang, plus que ne le permet sa coulpe. » Nous nous approchâmes de ces animaux agiles […] »
- Cerbère
- Jules César
- Priscien
- Chiron, centaure dans la mythologie grecque, fils de Cronos et de l'Océanide Philyra ; réputé pour sa grande sagesse et ses nombreuses connaissances contrairement aux autres représentants de son espèce, il reçoit des dieux l’immortalité et se fait confier par les hommes l'éducation de nombreux héros, tels Achille et Asclepios
Chant XII[7] « Nous voyant descendre, chacun d’eux s’arrêta, et de la bande trois se détachèrent, avec des arcs et de petits dards premièrement éprouvés. Et l’un d’eux cria de loin : « À quel supplice venez-vous, vous qui descendez la côte ? Parlez d’où vous êtes, sinon je tire l’arc. ». Mon Maître dit : « Nous répondrons là de près à Chiron ; à ton dam ton vouloir fut toujours trop prompt. », puis, me touchant, il dit : « Celui-ci est Nessus, qui mourut pour la belle Déjanire, et se vengea lui-même, et celui du milieu, qui regarde sa poitrine, est le grand Chiron, le nourricier d’Achille ; cet autre est Pholas, qui fut si plein de colère. […] Chiron prit un trait, et avec la coche il repoussa sa barbe des mâchoires. Lorsqu’il eut découvert sa large bouche, il dit à ses compagnons : « Remarquez-vous que celui d’arrière meut ce qu’il touche ? Ainsi n’ont pas coutume de faire les pieds des morts. » […] Chiron, se tournant à droite, dit à Nessus : « Retourne, et guide-les, et si une autre bande vous arrête, écarte-la ! » »
- Ciacco
- Ciampolo da Navarra (it)
- Cicéron, philosophe romain, homme d'État et un auteur latin (Ier siècle av. J.-C.)
Chant IV[3] « Puis ayant levé un peu plus les yeux, je vis le maître de ceux qui savent, assis au milieu de la famille philosophique. Tous l’admiraient, tous lui rendaient honneur. Là je vis Socrate et Platon, qui se tiennent plus près de lui que les autres ; Démocrite, qui soumet l’univers au hasard ; Diogène, Anaxagore et Thalès ; Empédocle, Héraclite et Zénon ; Et je vis celui qui si bien décrivit les vertus des plantes, je veux dire Dioscoride ; je vis Orphée, Tullius[note 13] et Livius, et Sénèque le philosophe moral ; Euclide le géomètre, Ptolomée, Hippocrate, Avicenne et Galien, Averroès qui lit le grand Commentaire. Je ne saurais les nommer tous, car tellement me presse mon long sujet, que maintes fois le dire reste en arrière des choses. »
- Cinyras et Myrrha
- Circé
- Clément V
- Cléopâtre VII
- Cornelia
- Scipion l'Africain
- Constantin Ier
- Curion

### D
- François d'Assise
- Angiolello da Carignano (it)
- Malatesta da Verucchio
- Speronella Dalesmanni (it)
- Dan, fils de Jacob (voir Jacob)
- Bonturo Dati (it)
- David, personnage biblique, deuxième roi d'Israël, et l’un des deux fondateurs, avec son fils Salomon, de l'ancien État israélite
Chant IV[3] « — Dis-moi, mon Maître, dis-moi, Seigneur, commençai-je, voulant être certain de cette foi qui vainc toute erreur : aucun jamais, par ses mérites ou les mérites d’autrui, sortit-il d’ici pour être heureux ensuite ? Et lui, qui comprit mon parler couvert, répondit : « J’étais nouveau en ce lieu, lorsque j’y vis venir un Puissant, couronné du signe de la victoire. Il en tira l’ombre du premier père, d’Abel son fils, celle de Noé et celle de Moïse, législateur et obéissant ; Le patriarche Abraham et le roi David ; Israël, et son père et ses enfants, et Rachel pour qui tant il fit ; Et beaucoup d’autres, et les fit heureux ; et je veux que tu saches qu’auparavant les âmes humaines n’étaient pas sauvées. » »
Chant XXVIII[4] « Je vis certainement, et il me semble encore le voir, un buste sans tête aller comme allaient les autres du triste troupeau. Avec la main il tenait, par les cheveux, la tête pendante […] en haut avec le bras il leva la tête, pour rapprocher de nous ses paroles, qui furent : « Vois la peine cruelle, toi qui, vivant, vas regardant les morts ; vois s’il en est aucune aussi grande que celle-là. Et pour que de moi tu portes nouvelle, sache que je suis Bertrand de Bornio, celui qui donna au roi Jean les encouragements mauvais. Je rendis ennemis le père et le fils : d’Absalon et David ne fit pas plus Achitophel par ses méchantes instigations. Pour avoir divisé des personnes si proches, je porte, malheureux, mon cerveau séparé du principe de sa vie, qui est dans ce tronc. Ainsi en moi s’observe le talion. » »
- Dédale
- Déjanire
- Deidamia
- Geri del Bello (it)
- Guido I del Cassero (it)
- Vitaliano del Dente (it)
- Venedico Caccianemico (it)
- Anselmo della Gherardesca (it)
- Démocrite, philosophe grec (Ve siècle av. J.-C. - IVe siècle av. J.-C.), considéré comme un philosophe matérialiste en raison de sa conviction en un Univers constitué d'atomes et de vide
Chant IV[3] « Puis ayant levé un peu plus les yeux, je vis le maître de ceux qui savent, assis au milieu de la famille philosophique. Tous l’admiraient, tous lui rendaient honneur. Là je vis Socrate et Platon, qui se tiennent plus près de lui que les autres ; Démocrite, qui soumet l’univers au hasard ; Diogène, Anaxagore et Thalès ; Empédocle, Héraclite et Zénon ; Et je vis celui qui si bien décrivit les vertus des plantes, je veux dire Dioscoride ; je vis Orphée, Tullius et Livius, et Sénèque le philosophe moral ; Euclide le géomètre, Ptolomée, Hippocrate, Avicenne et Galien, Averroès qui lit le grand Commentaire. Je ne saurais les nommer tous, car tellement me presse mon long sujet, que maintes fois le dire reste en arrière des choses. »
- Denys l'Ancien
- Didone
- Dinah, fille de Jacob (voir Jacob)
- Diogène de Sinope, philosophe grec de l'Antiquité (IVe siècle av. J.-C.), plus célèbre représentant de l'école cynique
Chant IV[3] « Puis ayant levé un peu plus les yeux, je vis le maître de ceux qui savent, assis au milieu de la famille philosophique. Tous l’admiraient, tous lui rendaient honneur. Là je vis Socrate et Platon, qui se tiennent plus près de lui que les autres ; Démocrite, qui soumet l’univers au hasard ; Diogène, Anaxagore et Thalès ; Empédocle, Héraclite et Zénon ; Et je vis celui qui si bien décrivit les vertus des plantes, je veux dire Dioscoride ; je vis Orphée, Tullius et Livius, et Sénèque le philosophe moral ; Euclide le géomètre, Ptolomée, Hippocrate, Avicenne et Galien, Averroès qui lit le grand Commentaire. Je ne saurais les nommer tous, car tellement me presse mon long sujet, que maintes fois le dire reste en arrière des choses. »
- Diomède
- Dioscoride, médecin, pharmacologue et botaniste grec (Ier siècle) dont l'œuvre a été la source principale de connaissance en matière de plantes médicinales durant l'Antiquité, et qui a exercé une très grande influence durant tout le Moyen Âge jusqu'au XVIe siècle
Chant IV[3] « Puis ayant levé un peu plus les yeux, je vis le maître de ceux qui savent, assis au milieu de la famille philosophique. Tous l’admiraient, tous lui rendaient honneur. Là je vis Socrate et Platon, qui se tiennent plus près de lui que les autres ; Démocrite, qui soumet l’univers au hasard ; Diogène, Anaxagore et Thalès ; Empédocle, Héraclite et Zénon ; Et je vis celui qui si bien décrivit les vertus des plantes, je veux dire Dioscoride ; je vis Orphée, Tullius et Livius, et Sénèque le philosophe moral ; Euclide le géomètre, Ptolémée, Hippocrate, Avicenne et Galien, Averroès qui lit le grand Commentaire. Je ne saurais les nommer tous, car tellement me presse mon long sujet, que maintes fois le dire reste en arrière des choses. »
- Fra Dolcino
- Buoso Donati (it)
- Buoso Donati il Vecchio (it)
- Cianfa Donati (it)
- Branca Doria (it)

### E
- Hécube
- Efialte (mitologia) (it)
- Hélène
- Électre
- Élia
- Élisée
- Empédocle, philosophe, ingénieur et médecin grec du Ve siècle av. J.-C.
Chant IV[3] « Puis ayant levé un peu plus les yeux, je vis le maître de ceux qui savent, assis au milieu de la famille philosophique. Tous l’admiraient, tous lui rendaient honneur. Là je vis Socrate et Platon, qui se tiennent plus près de lui que les autres ; Démocrite, qui soumet l’univers au hasard ; Diogène, Anaxagore et Thalès ; Empédocle, Héraclite et Zénon ; Et je vis celui qui si bien décrivit les vertus des plantes, je veux dire Dioscoride ; je vis Orphée, Tullius et Livius, et Sénèque le philosophe moral ; Euclide le géomètre, Ptolomée, Hippocrate, Avicenne et Galien, Averroès qui lit le grand Commentaire. Je ne saurais les nommer tous, car tellement me presse mon long sujet, que maintes fois le dire reste en arrière des choses. »
- Énée[25], héros de la guerre de Troie.
Chant II : « Tu dis que l’ancêtre de Silvius, corruptible encore, alla vers le siècle immortel, et y rentra revêtu du corps. », Énée est le père de Silvius. Dante « le glorifie », et fait référence à sa Descente aux Enfers (chant VI de l'Énéide) de Virgile.
- Henri II d'Angleterre
- Henri III d'Angleterre
- Épicure
- Ercole
- Érichtho
- Érinyes
- Ésaü
- Azzo VIII d'Este
- Obizzo II d'Este
- Étéocle
- Hector
- Euclide, mathématicien de la Grèce antique (IIIe siècle av. J.-C.), souvent désigné comme le « père de la géométrie »
Chant IV[3] « Puis ayant levé un peu plus les yeux, je vis le maître de ceux qui savent, assis au milieu de la famille philosophique. Tous l’admiraient, tous lui rendaient honneur. Là je vis Socrate et Platon, qui se tiennent plus près de lui que les autres ; Démocrite, qui soumet l’univers au hasard ; Diogène, Anaxagore et Thalès ; Empédocle, Héraclite et Zénon ; Et je vis celui qui si bien décrivit les vertus des plantes, je veux dire Dioscoride ; je vis Orphée, Tullius et Livius, et Sénèque le philosophe moral ; Euclide le géomètre, Ptolomée, Hippocrate, Avicenne et Galien, Averroès qui lit le grand Commentaire. Je ne saurais les nommer tous, car tellement me presse mon long sujet, que maintes fois le dire reste en arrière des choses. »
- Euryale et Nisus
- Eurypyle (it)
- Ezzelino III da Romano

### F
- les Pharisiens
- Phaéton
- Philippe IV de France
- Bartolomeo dei Folcacchieri (it)
- Fortuna
- Francesca da Polenta
- Frate Gomita (it)
- Vanni Fucci (it)

### G
- Gad, fils de Jacob (voir Jacob)
- Galasso da Montefeltro (it)
- Galehaut
- Claude Galien, médecin grec de l'Antiquité (IIe siècle), considéré comme l'un des pères de la pharmacie, et qui a eu une influence durable sur la médecine chrétienne, juive et musulmane du Moyen Âge
Chant IV[3] « Puis ayant levé un peu plus les yeux, je vis le maître de ceux qui savent, assis au milieu de la famille philosophique. Tous l’admiraient, tous lui rendaient honneur. Là je vis Socrate et Platon, qui se tiennent plus près de lui que les autres ; Démocrite, qui soumet l’univers au hasard ; Diogène, Anaxagore et Thalès ; Empédocle, Héraclite et Zénon ; Et je vis celui qui si bien décrivit les vertus des plantes, je veux dire Dioscoride ; je vis Orphée, Tullius et Livius, et Sénèque le philosophe moral ; Euclide le géomètre, Ptolémée, Hippocrate, Avicenne et Galien, Averroès qui lit le grand Commentaire. Je ne saurais les nommer tous, car tellement me presse mon long sujet, que maintes fois le dire reste en arrière des choses. »
- Puccio Sciancato (it)
- Ganelon
- Géants
- Géryon
- Brigata della Gherardesca (it)
- Gaddo della Gherardesca (it)
- Ugolin della Gherardesca
- Uguccione della Gherardesca (it)
- Ghisolabella (it)
- Gianfigliazzi (it)
- Giasone
- Hannibal Gisco
- Griffolino d'Arezzo
- Gualandi (it)
- Guido Guerra
- Aghinolfo Guidi di Romena (it), comte et politicien italien, maire de Sienne au XIIIe siècle
Chant XXX[10] « Là est Romena, où je falsifiai le métal à l’effigie de Baptiste, ce pourquoi j’ai Mil laissé mon corps bridé. Mais si j’eusse vu ici la misérable âme de Guido, ou d’Alexandre, ou de leur frère[note 14], je n’en donnerais pas la vue, pour la fontaine de Branda. »
- Alexandre Guidi di Romena (it), comte et politicien italien, maire de Faenza au XIIIe siècle, frère de Aghinolfo Guidi di Romena (voir Aghinolfo Guidi di Romena)
- Guido Guidi di Romena (it), comte et politicien italien, maire de Sienne au XIIIe siècle, frère de Aghinolfo Guidi di Romena (voir Aghinolfo Guidi di Romena)

### H
- Hannibal Barca, général, tacticien et homme politique carthaginois au IIIe siècle av. J.-C. et IIe siècle av. J.-C.
Chant XXXI[8] « Nous avançâmes et vînmes à Antée, qui bien de cinq brasses, sans la tête, s’élevait au-dessus de la caverne. « O toi qui, dans la vallée fortunée à laquelle Scipion acquit un héritage de gloire, lorsque Annibal fuit avec les siens, Apportas en butin plus de mille lions ; toi de qui l’on paraît croire encore que si, avec tes frères, lu eusses été à la haute guerre, Les fils de la terre auraient vaincu ; porte-nous en bas (et qu’à dégoût cela ne te soit pas !), là où le froid durcit le Cocyte. […] » »
- Harpies, divinités de la mythologie grecque, chimères mi-femme mi-oiseau gardant l’entrée des Enfers selon l’œuvre de Virgile
Chant XIII[24] « Là font leurs nids les hideuses Harpies, qui chassèrent des Strophades les Troyens, avec la triste annonce du futur désastre. Elles ont de vastes ailes, et des cols et des visages humains, et des pieds armés de griffes, et des plumes à leur large ventre ; elles se lamentent sur les arbres étranges. […] Alors fortement souffla le tronc, puis le souffle se changea en cette voix : « Brièvement il vous sera répondu. Lorsque l’âme féroce quitte le corps dont elle s’est elle-même arrachée, Minos l’envoie à la septième bouche ; elle tombe dans la forêt, non en un lieu choisi, mais où le hasard la jette : là elle germe comme un grain d’épeautre ; s’élevant, elle devient une tige et un arbre silvestre. Les Harpies, se repaissant de ses feuilles, ouvrent un passage à la douleur qu’elles lui font ressentir. […] » »
- Héraclite, philosophe grec de la fin du VIe siècle av. J.-C.
Chant IV[3] « Puis ayant levé un peu plus les yeux, je vis le maître de ceux qui savent, assis au milieu de la famille philosophique. Tous l’admiraient, tous lui rendaient honneur. Là je vis Socrate et Platon, qui se tiennent plus près de lui que les autres ; Démocrite, qui soumet l’univers au hasard ; Diogène, Anaxagore et Thalès ; Empédocle, Héraclite et Zénon ; Et je vis celui qui si bien décrivit les vertus des plantes, je veux dire Dioscoride ; je vis Orphée, Tullius et Livius, et Sénèque le philosophe moral ; Euclide le géomètre, Ptolomée, Hippocrate, Avicenne et Galien, Averroès qui lit le grand Commentaire. Je ne saurais les nommer tous, car tellement me presse mon long sujet, que maintes fois le dire reste en arrière des choses. »
- Hippocrate, philosophe et médecin grec (Ve siècle av. J.-C. - IVe siècle av. J.-C.), considéré traditionnellement comme le « père de la médecine »
Chant IV[3] « Puis ayant levé un peu plus les yeux, je vis le maître de ceux qui savent, assis au milieu de la famille philosophique. Tous l’admiraient, tous lui rendaient honneur. Là je vis Socrate et Platon, qui se tiennent plus près de lui que les autres ; Démocrite, qui soumet l’univers au hasard ; Diogène, Anaxagore et Thalès ; Empédocle, Héraclite et Zénon ; Et je vis celui qui si bien décrivit les vertus des plantes, je veux dire Dioscoride ; je vis Orphée, Tullius et Livius, et Sénèque le philosophe moral ; Euclide le géomètre, Ptolomée, Hippocrate, Avicenne et Galien, Averroès qui lit le grand Commentaire. Je ne saurais les nommer tous, car tellement me presse mon long sujet, que maintes fois le dire reste en arrière des choses. »

### I
- Icare
- Alessio Interminelli (it)
- Hypsipyle
- Isaac, personnage biblique, fils d'Abraham et de Sarah, mari de Rébecca, père de Jacob et d'Ésaü, et demi-frère d'Ismaël
Chant IV[3] « — Dis-moi, mon Maître, dis-moi, Seigneur, commençai-je, voulant être certain de cette foi qui vainc toute erreur : aucun jamais, par ses mérites ou les mérites d’autrui, sortit-il d’ici pour être heureux ensuite ? Et lui, qui comprit mon parler couvert, répondit : « J’étais nouveau en ce lieu, lorsque j’y vis venir un Puissant, couronné du signe de la victoire. Il en tira l’ombre du premier père, d’Abel son fils, celle de Noé et celle de Moïse, législateur et obéissant ; Le patriarche Abraham et le roi David ; Israël, et son père[note 15] et ses enfants, et Rachel pour qui tant il fit ; Et beaucoup d’autres, et les fit heureux ; et je veux que tu saches qu’auparavant les âmes humaines n’étaient pas sauvées. » »
- Issachar, fils de Jacob (voir Jacob)

### J
- Jacob (et ses enfants), personnage de la Genèse, patriarche, fils d’Isaac et de Rébecca, frère d'Ésaü et petit-fils d’Abraham, il reçoit le nom d’Israël après son combat contre un mystérieux « homme » traditionnellement identifié à un ange de Dieu ou à l’ange Gabriel
Chant IV[3] « — Dis-moi, mon Maître, dis-moi, Seigneur, commençai-je, voulant être certain de cette foi qui vainc toute erreur : aucun jamais, par ses mérites ou les mérites d’autrui, sortit-il d’ici pour être heureux ensuite ? Et lui, qui comprit mon parler couvert, répondit : « J’étais nouveau en ce lieu, lorsque j’y vis venir un Puissant, couronné du signe de la victoire. Il en tira l’ombre du premier père, d’Abel son fils, celle de Noé et celle de Moïse, législateur et obéissant ; Le patriarche Abraham et le roi David ; Israël[note 16], et son père et ses enfants, et Rachel pour qui tant il fit ; Et beaucoup d’autres, et les fit heureux ; et je veux que tu saches qu’auparavant les âmes humaines n’étaient pas sauvées. » »
- Jacopo da Sant'Andrea (it)
- Jason
- Jean le Baptiste
- Joseph, fils de Jacob (voir Jacob)
- Juda, fils de Jacob (voir Jacob)
- Judas Iscariote
- Julia
- Junon
- Jupiter

### L
- Laërte
- Mosca dei Lamberti
- Lancelot du Lac
- Lanfranchi
- Brunetto Latini
- Latinus
- Lavinia
- Léarque
- Lévi, fils de Jacob (voir Jacob)
- Linos
- Lonce
- Lucain
- Lucie de Syracuse
- Lucifer
- Canis lupus

### M
- Gianciotto Malatesta
- Paolo Malatesta
- Mahomet, chef religieux, politique et militaire arabe, fondateur de l'islam (VIIe siècle)
Chant XXVIII[4] « « […] Vois comme dépecé est Mahomet : devant moi Ali va pleurant, le visage fendu du menton jusqu’à la chevelure. Tous ceux qu’ici tu vois furent, de leur vivant, des semeurs de scandale et de schismes ; et pour cela sont-ils fendus de la sorte. Là derrière est un diable qui cruellement ainsi nous schismatise, remettant chacun de nous au tranchant de l’épée, lorsque nous avons parcouru le triste circuit les blessures se refermant, avant que nous revenions devant lui. […] » »
- Catalano dei Malavolti (it)
- Manto
- Mahomet
- Marcus Junius Brutus
- Marie (mère de Jésus)
- Mars (mythologie)
- Martino Bottario (it)
- Marcia
- Sassolo Mascheroni (it)
- Matthias
- Médée (mythologie)
- Méduse (mythologie)
- Mégère, Érinyes dans la mythologie grecque
Chant IX[15] « « Celle-ci à gauche est Mégère ; celle qui se lamente à droite est Alecto ; Tisiphone est au milieu. » Et cela dit, il se tut. »
- Mélanippos fils d'Astacos
- Euclide
- Minos
- Le Minotaure
- Moglie di Putifarre
- Moïse, personnage biblique, premier prophète du judaïsme, ayant reçu la Loi
Chant IV[3] « — Dis-moi, mon Maître, dis-moi, Seigneur, commençai-je, voulant être certain de cette foi qui vainc toute erreur : aucun jamais, par ses mérites ou les mérites d’autrui, sortit-il d’ici pour être heureux ensuite ? Et lui, qui comprit mon parler couvert, répondit : « J’étais nouveau en ce lieu, lorsque j’y vis venir un Puissant, couronné du signe de la victoire. Il en tira l’ombre du premier père, d’Abel son fils, celle de Noé et celle de Moïse, législateur et obéissant ; Le patriarche Abraham et le roi David ; Israël, et son père et ses enfants, et Rachel pour qui tant il fit ; Et beaucoup d’autres, et les fit heureux ; et je veux que tu saches qu’auparavant les âmes humaines n’étaient pas sauvées. » »
- Guido da Montefeltro
- Guido di Montfort
- Mordred
- Andrea dei Mozzi
- Les Muses

### N
- Nasidio (it)
- Néoptolème
- Nephtali, fils de Jacob (voir Jacob)
- Nessos, centaure dans la mythologie grecque, issu comme la plupart de ses congénères de l'union d'Ixion et Néphélé
Chant XII[7] « Nous voyant descendre, chacun d’eux s’arrêta, et de la bande trois se détachèrent, avec des arcs et de petits dards premièrement éprouvés. Et l’un d’eux cria de loin : « À quel supplice venez-vous, vous qui descendez la côte ? Parlez d’où vous êtes, sinon je tire l’arc. ». Mon Maître dit : « Nous répondrons là de près à Chiron ; à ton dam ton vouloir fut toujours trop prompt. », puis, me touchant, il dit : « Celui-ci est Nessus, qui mourut pour la belle Déjanire, et se vengea lui-même, et celui du milieu, qui regarde sa poitrine, est le grand Chiron, le nourricier d’Achille ; cet autre est Pholas, qui fut si plein de colère. […] Chiron, se tournant à droite, dit à Nessus : « Retourne, et guide-les, et si une autre bande vous arrête, écarte-la ! » Lors, avec l’escorte fidèle, nous suivîmes les bords de la rouge fosse bouillante, où les brûlés poussaient de grands cris. J’en vis d'enfoncés jusqu’aux sourcils, et le grand Centaure dit : « Ce sont les tyrans qui s’assouvirent de pillage et de sang. […] ». Un peu plus loin le Centaure fixa ses regards sur quelques-uns qui, jusqu’à la gorge, paraissaient sortir de ce sang bouillant. Il nous montra une ombre, seule à l’écart, disant : « Celui-ci, dans le sein même de Dieu, perça le cœur que sur la Tamise on honore encore. » […] Ainsi de plus en plus baissait ce sang, jusqu’à ne couvrir que les pieds ; et ce fut là que nous passâmes le lac. « Comme de ce côté tu as vu le sang diminuer toujours, dit le Centaure, je veux que tu croies que de cet autre côté le fond se creuse de plus en plus, pour rejoindre l’endroit où il convient que la tyrannie gémisse. […] ». Puis, se retournant, il repassa le gué. »
- Neptune
- Nicolas III
- Nimrod
- Ninus
- Noé, personnage biblique ayant bâti une arche afin d'échapper au Déluge
Chant IV[3] « — Dis-moi, mon Maître, dis-moi, Seigneur, commençai-je, voulant être certain de cette foi qui vainc toute erreur : aucun jamais, par ses mérites ou les mérites d’autrui, sortit-il d’ici pour être heureux ensuite ? Et lui, qui comprit mon parler couvert, répondit : « J’étais nouveau en ce lieu, lorsque j’y vis venir un Puissant, couronné du signe de la victoire. Il en tira l’ombre du premier père, d’Abel son fils, celle de Noé et celle de Moïse, législateur et obéissant ; Le patriarche Abraham et le roi David ; Israël, et son père et ses enfants, et Rachel pour qui tant il fit ; Et beaucoup d’autres, et les fit heureux ; et je veux que tu saches qu’auparavant les âmes humaines n’étaient pas sauvées. » »

### O
- Obriachi (it)
- Homère
- Horace
- Orphée, héros de la mythologie grecque, fils du roi de Thrace Œagre et de la muse Calliope, ayant inspiré en Grèce antique un mouvement religieux appelé orphisme, qui était lié aux Pythagoriciens et aux mystères dionysiaques
Chant IV[3] « Puis ayant levé un peu plus les yeux, je vis le maître de ceux qui savent, assis au milieu de la famille philosophique. Tous l’admiraient, tous lui rendaient honneur. Là je vis Socrate et Platon, qui se tiennent plus près de lui que les autres ; Démocrite, qui soumet l’univers au hasard ; Diogène, Anaxagore et Thalès ; Empédocle, Héraclite et Zénon ; Et je vis celui qui si bien décrivit les vertus des plantes, je veux dire Dioscoride ; je vis Orphée, Tullius et Livius, et Sénèque le philosophe moral ; Euclide le géomètre, Ptolomée, Hippocrate, Avicenne et Galien, Averroès qui lit le grand Commentaire. Je ne saurais les nommer tous, car tellement me presse mon long sujet, que maintes fois le dire reste en arrière des choses. »
- Roland
- Ovide

### P
- Maghinardo Pagani (it)
- Palladium (mythologie)
- Paul de Tarse
- Paolo et Francesca
- Montagna dei Parcitati (it)
- Pâris
- Carlino de' Pazzi (it)
- Camicione de' Pazzi (it)
- Rinieri de' Pazzi (it)
- Pélée
- Pénélope
- Penthésilée
- Perillo (it)
- Perséphone
- Phlégias
- Pholos
- Photin, évêque de Sirmium (Pannonie), disciple de Marcel d'Ancyre et hérésiarque du IVe siècle, qui niait la divinité de Jésus-Christ
Chant XI[17] « D’un grand tombeau, où je vis une inscription qui disait : « Je garde le pape Anastase, que Photin détourna de la vraie voie. » »
- Pier da Medicina (it)
- Pierre Des Vignes
- Pierre
- Ponce Pilate
- Platon, philosophe de la Grèce antique (IVe siècle av. J.-C.), contemporain de la démocratie athénienne et des sophistes, qu'il critiqua vigoureusement.
Chant IV[3] « Puis ayant levé un peu plus les yeux, je vis le maître de ceux qui savent, assis au milieu de la famille philosophique. Tous l’admiraient, tous lui rendaient honneur. Là je vis Socrate et Platon, qui se tiennent plus près de lui que les autres ; Démocrite, qui soumet l’univers au hasard ; Diogène, Anaxagore et Thalès ; Empédocle, Héraclite et Zénon ; Et je vis celui qui si bien décrivit les vertus des plantes, je veux dire Dioscoride ; je vis Orphée, Tullius et Livius, et Sénèque le philosophe moral ; Euclide le géomètre, Ptolomée, Hippocrate, Avicenne et Galien, Averroès qui lit le grand Commentaire. Je ne saurais les nommer tous, car tellement me presse mon long sujet, que maintes fois le dire reste en arrière des choses. »
- Ploutos
- Polydore
- Polynice
- Sextus Pompée
- Beatrice Portinari, muse de Dante Alighieri
- Ptolémée XIII
- Claude Ptolémée, astronome et astrologue grec qui vécut à Alexandrie (IIe siècle av. J.-C.) ; l’un des précurseurs de la géographie
Chant IV[3] « Puis ayant levé un peu plus les yeux, je vis le maître de ceux qui savent, assis au milieu de la famille philosophique. Tous l’admiraient, tous lui rendaient honneur. Là je vis Socrate et Platon, qui se tiennent plus près de lui que les autres ; Démocrite, qui soumet l’univers au hasard ; Diogène, Anaxagore et Thalès ; Empédocle, Héraclite et Zénon ; Et je vis celui qui si bien décrivit les vertus des plantes, je veux dire Dioscoride ; je vis Orphée, Tullius et Livius, et Sénèque le philosophe moral ; Euclide le géomètre, Ptolomée, Hippocrate, Avicenne et Galien, Averroès qui lit le grand Commentaire. Je ne saurais les nommer tous, car tellement me presse mon long sujet, que maintes fois le dire reste en arrière des choses. »

### R
- Rachel, personnage de la Genèse, cousine et seconde femme de Jacob, fille de Laban et sœur de Léa
Chant II[25] « Et tel que celui qui ne veut plus ce qu’il voulait, et par nouveaux pensers, changeant de dessein, renonce à commencer, tel devins-je sur cette côte obscure, abandonnant, en y pensant, l’entreprise si vite commencée. « Si j’ai bien entendu ta parole, répondit cette ombre magnanime, ton âme est atteinte de lâcheté : […] Lucia, ennemie de tout ce qui est cruel, vint au lieu où j’étais assise avec l’antique Rachel. […] Quand trois telles dames bénies ont souci de toi dans le ciel, et qu’un bien si grand te promettent mes paroles ? » »
Chant IV[3] « — Dis-moi, mon Maître, dis-moi, Seigneur, commençai-je, voulant être certain de cette foi qui vainc toute erreur : aucun jamais, par ses mérites ou les mérites d’autrui, sortit-il d’ici pour être heureux ensuite ? Et lui, qui comprit mon parler couvert, répondit : « J’étais nouveau en ce lieu, lorsque j’y vis venir un Puissant, couronné du signe de la victoire. Il en tira l’ombre du premier père, d’Abel son fils, celle de Noé et celle de Moïse, législateur et obéissant ; Le patriarche Abraham et le roi David ; Israël, et son père et ses enfants, et Rachel pour qui tant il fit ; Et beaucoup d’autres, et les fit heureux ; et je veux que tu saches qu’auparavant les âmes humaines n’étaient pas sauvées. » »
- Rinieri da Corneto (it)
- Roberto il Guiscardo
- Ruben, fils de Jacob (voir Jacob)
- Jacopo Rusticucci

### S
- Sabello (it)
- Saladin
- Niccolò dei Salimbeni (it)
- Capocchio (it)
- Gianni Schicchi de' Cavalcanti
- Michael Scot
- Scrovegni
- Sémélé
- Sénèque, philosophe de l'école stoïcienne, un dramaturge et un homme d'État romain du Ier siècle
Chant IV[3] « Puis ayant levé un peu plus les yeux, je vis le maître de ceux qui savent, assis au milieu de la famille philosophique. Tous l’admiraient, tous lui rendaient honneur. Là je vis Socrate et Platon, qui se tiennent plus près de lui que les autres ; Démocrite, qui soumet l’univers au hasard ; Diogène, Anaxagore et Thalès ; Empédocle, Héraclite et Zénon ; Et je vis celui qui si bien décrivit les vertus des plantes, je veux dire Dioscoride ; je vis Orphée, Tullius et Livius, et Sénèque le philosophe moral ; Euclide le géomètre, Ptolomée, Hippocrate, Avicenne et Galien, Averroès qui lit le grand Commentaire. Je ne saurais les nommer tous, car tellement me presse mon long sujet, que maintes fois le dire reste en arrière des choses. »
- Silvius
- Siméon, fils de Jacob (voir Jacob)
- Simon le Magicien
- Sinon
- Sismondi
- Sylvestre Ier
- Socrate, philosophe grec du Ve siècle av. J.-C., considéré comme l’un des inventeurs de la philosophie morale et politique
Chant IV[3] « Puis ayant levé un peu plus les yeux, je vis le maître de ceux qui savent, assis au milieu de la famille philosophique. Tous l’admiraient, tous lui rendaient honneur. Là je vis Socrate et Platon, qui se tiennent plus près de lui que les autres ; Démocrite, qui soumet l’univers au hasard ; Diogène, Anaxagore et Thalès ; Empédocle, Héraclite et Zénon ; Et je vis celui qui si bien décrivit les vertus des plantes, je veux dire Dioscoride ; je vis Orphée, Tullius et Livius, et Sénèque le philosophe moral ; Euclide le géomètre, Ptolomée, Hippocrate, Avicenne et Galien, Averroès qui lit le grand Commentaire. Je ne saurais les nommer tous, car tellement me presse mon long sujet, que maintes fois le dire reste en arrière des choses. »
- Gianni de' Soldanieri (it)
- Lano da Siena (it)
- Stricca (it)
- Sychée, personnage de l’Énéide, époux de la reine de Carthage Didon
Chant V[6] « L’autre est celle qui, infidèle aux cendres de Sichée, se tua par amour ; […]. »

### T
- Taureau d'airain
- Thaïs, prostituée, personnage de L'Eunuque de Térence
- Thalès, philosophe et savant, l'un des « Sept sages » de la Grèce antique (Ve siècle av. J.-C.) et le fondateur présumé de l'école milésienne
Chant IV[3] « Puis ayant levé un peu plus les yeux, je vis le maître de ceux qui savent, assis au milieu de la famille philosophique. Tous l’admiraient, tous lui rendaient honneur. Là je vis Socrate et Platon, qui se tiennent plus près de lui que les autres ; Démocrite, qui soumet l’univers au hasard ; Diogène, Anaxagore et Thalès ; Empédocle, Héraclite et Zénon ; Et je vis celui qui si bien décrivit les vertus des plantes, je veux dire Dioscoride ; je vis Orphée, Tullius et Livius, et Sénèque le philosophe moral ; Euclide le géomètre, Ptolomée, Hippocrate, Avicenne et Galien, Averroès qui lit le grand Commentaire. Je ne saurais les nommer tous, car tellement me presse mon long sujet, que maintes fois le dire reste en arrière des choses. »
- Thibaut II de Navarre
- Télémaque
- Thésée
- Tirésias
- Tisiphone, Érinyes dans la mythologie grecque
Chant IX[15] « « Celle-ci à gauche est Mégère ; celle qui se lamente à droite est Alecto ; Tisiphone est au milieu. » Et cela dit, il se tut. »
- Tite-Live, historien de la Rome antique (Ier siècle av. J.-C. - Ier siècle), auteur de la monumentale œuvre de l'Histoire romaine (Ab Urbe condita libri (AUC))
Chant IV[3] « Puis ayant levé un peu plus les yeux, je vis le maître de ceux qui savent, assis au milieu de la famille philosophique. Tous l’admiraient, tous lui rendaient honneur. Là je vis Socrate et Platon, qui se tiennent plus près de lui que les autres ; Démocrite, qui soumet l’univers au hasard ; Diogène, Anaxagore et Thalès ; Empédocle, Héraclite et Zénon ; Et je vis celui qui si bien décrivit les vertus des plantes, je veux dire Dioscoride ; je vis Orphée, Tullius et Livius[note 17], et Sénèque le philosophe moral ; Euclide le géomètre, Ptolomée, Hippocrate, Avicenne et Galien, Averroès qui lit le grand Commentaire. Je ne saurais les nommer tous, car tellement me presse mon long sujet, que maintes fois le dire reste en arrière des choses. »
- Tolomeo di Gerico (it)
- Tydée
- Typhon (mythologie)

### U
- Ruggeri Ubaldini
- Ottaviano Ubaldini
- Farinata degli Uberti
- Ulysse, héros de la mythologie grecque, personnage de l’Iliade, et personnage principal de l’Odyssée
Chant XXVI[2], « […] et je voulais te demander qui est dans ce feu, si divisé à son sommet qu’on dirait qu’il s’élève du bûcher sur lequel Étéocle fut mis avec son frère ? Il me répondit : « Là dedans sont tourmentés Ulysse et Diomède ; ils sont ensemble emportés par la vengeance, comme ils le furent par la colère. »

### V
- Érard de Vallery
- Vautre
- Veglio di Creta (it)
- Virgile

### Z
- Zabulon, fils de Jacob (voir Jacob)
- Tebaldello Zambrasi (it)
- Michele Zanche
- Zénon d'Élée, philosophe grec du IVe siècle av. J.-C.
Chant IV[3] « Puis ayant levé un peu plus les yeux, je vis le maître de ceux qui savent, assis au milieu de la famille philosophique. Tous l’admiraient, tous lui rendaient honneur. Là je vis Socrate et Platon, qui se tiennent plus près de lui que les autres ; Démocrite, qui soumet l’univers au hasard ; Diogène, Anaxagore et Thalès ; Empédocle, Héraclite et Zénon ; Et je vis celui qui si bien décrivit les vertus des plantes, je veux dire Dioscoride ; je vis Orphée, Tullius et Livius, et Sénèque le philosophe moral ; Euclide le géomètre, Ptolomée, Hippocrate, Avicenne et Galien, Averroès qui lit le grand Commentaire. Je ne saurais les nommer tous, car tellement me presse mon long sujet, que maintes fois le dire reste en arrière des choses. »
- Zita de Lucques

## Purgatoire
A • B • C • D • E • F • G • H • I • J • K • L • M • N • O • P • Q • R • S • T • U • V • W • X • Y • Z

### A
- Pape Adrien V
- Orso degli Alberti (it)
- Albert Ier du Saint-Empire, roi des Romains de la fin du XIIIe siècle.
- Omberto Aldobrandeschi (it)
- Guglielmo Aldobrandeschi (it)
- Alphonse III d'Aragon
- Dante Alighieri, poète, homme politique et écrivain italien ; auteur de la Divine Comédie
- Argie
- Arnaut Daniel, troubadour périgourdin de la fin du XIIe siècle
- Aurore (mythologie)

### B
- Belacqua (it)
- Bonconte da Montefeltro (it)
- Giraut de Bornelh
- Pierre de La Brosse

### C
- Gaia da Camino (it)
- Hugues Capet
- Charles Ier de Sicile
- Casella
- Caton d'Utique
- Cimabue, peintre de la pré-Renaissance
- Conradin
- Gherardo III da Camino (it)
- Pier Pettinaio (it)
- Jacopo del Cassero (it)

### D
- Forese Donati
- Corso Donati, seigneur, chef militaire et homme politique florentin du XIIIe siècle
- Henri III d'Angleterre
- Henri Ier de Navarre

### E
- Érysichthon (Thessalie)

### G
- Giotto di Bondone, peintre, sculpteur et architecte italien du XIVe siècle
- Giovanna Visconti di Gallura
- Guillaume VII de Montferrat
- Guido Guinizzelli, poète italien du XIIIe siècle

### H
- Haman
- Hypsipyle

### L
- Benincasa da Laterina (it)
- Marco Lombardo (it)
- Caius Fabricius Luscinus

### M
- Corrado Malaspina (il Giovane) (it)
- Manfredi di Sicilia
- Manto, personnage de la mythologie grecque, fille du devin de Thèbes Tirésias
- Marchese degli Argugliosi (it)
- Marie de Brabant
- Pape Martin IV

### O
- Oderisi da Gubbio, peintre et un miniaturiste italien du XIIIe siècle
- Bonagiunta Orbicciani

### P
- Philippe III de France
- Pierre III d'Aragon
- Bartolomeo Pignatelli (it)
- Beatrice Portinari, muse de Dante Alighieri
- Procne

### R
- Rodolphe Ier de Habsbourg

### S
- Provenzano Salvani, chef siennois du XIIIe siècle, vainqueur des Florentins à la bataille de Montaperti
- Sapìa Salvani (it)
- Marzucco degli Scornigiani (it)
- Sordel, troubadour lombard né au XIIIe siècle
- Caecilius Statius
- Stace

### T
- Guccio dei Tarlati (it)
- Thémis
- Pia de' Tolomei, femme noble siennoise, épouse de Nello della Pietra, défenestrée sur ordre de son époux car soupçonnée d’adultère

### V
- Virgile
- Ugolino Visconti

## Paradis
A • B • C • D • E • F • G • H • I •J • K • L • M • N • O • P • Q • R • S • T • U • V • W • X • Y • Z

### A
- Adam, personnage de l’Ancien Testament, premier homme dans le Livre de la Genèse
Chant VII[26] « En né supportant pas que, pour son bien, la vertu qui veut, eût un frein, cet homme qui point ne naquit[note 2], se perdant, perdit toute sa race : d’où infirme l’humaine espèce demeurera, durant beaucoup de siècles, gisante dans une grande erreur, jusqu’à ce qu’il plut au Verbe de Dieu de descendre, il unit à soi personnellement la nature qui de son Créateur s’était éloignée par l’acte seul de son éternel amour. »
Chant XIII[27] « Tu crois que, dans la poitrine d’où fut tirée la côte[note 18] pour former la belle bouche dont le palais au monde entier coûta si cher, et dans celle qui, percée de la lance, et avant et après tant satisfit,que dans la balance elle pesa plus qu’aucune faute, tout ce qu’à l’humaine nature il est permis de posséder de lumière, fut infus par cette puissance qui forma l’une et l’autre ; […]. »
Chant XXVI[28] « […] plein d’étonnement, je demandai ce qu’était une quatrième lumière que je vis avec nous. Et ma Dame : « Au dedans de ces rayons contemple avec amour son créateur la première âme[note 2] que créa jamais la première vertu. » »
Chant XXVII[29] « Devant mes yeux se tenaient les quatre flambeaux allumés, et celui qui le premier était venu[note 2] commença à se faire plus brillant ; et en sa semblance il devint tel que deviendrait Jupiter, si lui et Mars étaient des oiseaux, et qu’ils échangeassent leurs pennes. »
Chant XXXII[30] « […] près de l’autre[note 2], ce chef sous qui vécut de manne le peuplé ingrat, mobile et contredisant. Devant Pierre vois Anne assise, si heureuse de contempler sa fille qu’elle ne meut pas les yeux pour chanter hosanna. Et, devant l’antique père de famille[note 2], est assise Lucia, que mut ta Dame, quand pour descendre tu abaissas les yeux. »
- Augustin d'Hippone, philosophe et théologien chrétien
Chant X[31] « Dans l’autre petite lumière resplendit ce défenseur des temps chrétiens, dont le livre inspira Augustin. »
Chant XXXII[30] « Et comme d’ici, le glorieux siège de la Dame du ciel, et les autres sièges au-dessous de lui forment cette grande séparation ; ainsi, à l’opposé, celui de Jean, qui, toujours saint, souffrit le désert et le martyre, et puis l’Enfer pendant deux ans ; et au-dessous de lui, d’ainsi séparer eurent en partage François, Benoît et Augustin, et les autres jusqu’en bas, de gradin en gradin. »
- Al-Kamel, sultan d’Égypte et de Damas du XIIIe siècle
- Albert Ier du Saint-Empire, roi des Romains de la fin du XIIIe siècle.
- Saint Albert le Grand, théologien allemand du XIIIe siècle.
- Dante Alighieri, poète, homme politique et écrivain italien ; auteur de la Divine Comédie
- Alighiero di Cacciaguida (it), grand-père de Dante Alighieri
- Amyclas (it), pêcheur pauvre du temps des guerres entre Jules César et Pompée
- Sainte Anne, personnage biblique, mère de Marie et grand-mère de Jésus
- Saint Anselme de Cantorbéry, religieux et écrivain italien du XXIe siècle
- Pseudo-Denys l'Aréopagite, théologien Syrien du Ve siècle.

### B
- Bède le Vénérable, moine et lettré anglo-saxon du XVIIIe siècle.
- Benoît de Nursie, saint catholique du VIe siècle, fondateur de l'ordre bénédictin.
- Matthieu d'Acquasparta, philosophe et théologien franciscain de la seconde moitié du XIIIe siècle.
- Bernard de Clairvaux, moine et réformateur français du XIIe siècle, abbé de Clairvaux.
- Bellincion Berti (it), noble florentin du XIIe siècle
Chant XV[32]
- Boèce, philosophe romain mis à mort au VIe siècle par Théodoric le Grand
- Bonaventure de Bagnoregio, franciscains théologien et docteur de l'Église du XIIIe siècle
- Brisso (it), historien du Ve siècle
- Buondelmonte de' Buondelmonti, figure historique du début du XIIIe siècle florentin

### C
- Cacciaguida, croisé italien du XIIe siècle, arrière-grand-père de Dante Alighieri.
Chants XV à XVII[32],[33],[34]
- Callisto, nymphe de la mythologie grecque
- Calixte Ier
- Charlemagne
- Charles Martel
- Constantin Ier

### D
- Constance de Hauteville, reine de Sicile
- Cunizza da Romano
- Baldo d'Agugliano (it)
- Rizzardo IV da Camino (it)
- David
- Giano della Bella, politicien de Florence au XIIIe siècle
- Cangrande della Scala
- Dominique de Guzmán
- Ælius Donatus
- Henri de Suse

### E
- Ève, ersonnage de l’Ancien Testament, première femme dans le Livre de la Genèse
- Ézéchias

### F
- François d'Assise

### G
- Gabriel
- Giuditta
- Godefroy de Bouillon
- Gratien
- Guillaume II de Sicile

### I
- Isidore de Séville

### J
- Jacques de Zébédée, apôtre de Jésus-Christ
- Jacques le Mineur
- Jeanne d'Aza
- Jean XXI
- Jean Chrysostome
- Jean (apôtre)
- Jean le Baptiste, personnage du Nouveau Testament, prédicateur en Palestine
- Jésus de Nazareth, figure principale du christianisme
- Joachim de Flore, moine cistercien et théologien catholique du XIIe siècle
- Josué, personnage biblique
- Juba Ier
- Judas Maccabée
- Justinien

### L
- Lucie de Syracuse

### M
- Titus Manlius Imperiosus Torquatus
- Marie
- Moïse

### O
- Paul Orose

### P
- Piccarda Donati
- Pierre Damien
- Pierre (apôtre)
- Beatrice Portinari, muse de Dante Alighieri

### R
- Raban Maur
- Rachel
- Rébecca
- Richard de Saint-Victor
- Riphée
- Robert Guiscard, aventurier normand, conquérant de l’Italie méridionale et fondateur du futur royaume de Sicile au XIe siècle
- Roland
- Romée de Villeneuve
- Romuald de Ravenne
- Ruth, personnage central du Livre de Ruth dans l’Ancien Testament

### S
- Sabellius, prêtre et théologien chrétien d’origine libyenne du IIIe siècle
- Salomon, roi d'Israël et prophète.
- Sarah, personnage du Livre de la Genèse
- Siger de Brabant

### T
- Thomas d'Aquin
- Trajan

### U
- Hugues de Saint-Victor

### V
- Venceslas II de Bohême
- Virgile, poète latin